# Macroteleia minor
Macroteleia minor är en stekelart som beskrevs av Mikhail Vasilievich Kozlov och Kononova 1987. Macroteleia minor ingår i släktet Macroteleia och familjen Scelionidae. Inga underarter finns listade i Catalogue of Life.